# Верблюд
Верблю́д (Camelus) — рід великих ссавців з групи жуйних ряду оленеподібних, що включає два види: верблюд двогорбий і верблюд одногорбий. Обидва види широко використовуються як домашні тварини для перевезення вантажів.

## Назва
Верблюд (фонетичні та словотворчі варіанти: велблюд, верхоблюд): від др. й псл. вельбуд і є псл. запозиченням з гот. ulbandus, яке, через грецьке посередництво (дав.-гр. ἐλέφας, род. ἐλέφᾰντος — «слон») прийшло зі східних мов, де гр. ἐλ відповідає артикль al, а έφας представлене в єг. ab(u) — «слон, слонова кістка»; «вельбуд» перетворилося на стсл. вельблуд (себто «великий блуд») за народною етимологією.

## Морфологічні та біологічні характеристики

### Морфометрія
Довжина голови й тіла: 225—345 см, довжина хвоста: 35—55 см, висота в плечах: 180—230 см, маса: 300—690 кг.

### Опис
Колір хутра варіюється від темно-коричневого до золотисто-сірого. У дромедаріуса, який має тільки один горб на спині, шерсть відносно коротка, м'яка, тонка і пухнаста. У бактріануса, який має два горби, довге хутро (255 мм) і товсте по голові, шиї, горбах, передніх ногах і основі хвоста. Верблюди втрачають своє зимове хутро настільки швидко, що воно відривається великими масами, надаючи тваринам рваний вигляд. Шкіра верблюдів майже не має потових залоз. Дикі й домашні бактріануси легко схрещуються, але зовні абсолютно різні. Дикі (на відміну від домашніх) особини мають піщаний, сіро-коричневий колір хутра, коротку і рідку шерсть, невеликий пучок волосся на маківці, стрункі форми тіла і невеликі, конічні горби. Гібриди бактріануса і дромедаріуса характеризуються або одним довгим горбом з невеликим поглибленням або одним маленьким і одним великим горбом.
Обидва види мають довгу голову і шию і відносно короткий хвіст. Очі мають важкі вії, вуха маленькі та вкриті волоссям, верхня губа глибоко розділена. Щілиноподібні ніздрі є пристосуванням для захисту від пилу і піску. Є канавки з кожної ніздрі до ущелин верхньої губи, так що волога з ніздрів може потрапити в рот. C. bactrianus має коротші ноги, ніж C. dromedarius і, отже, не такий високий. Верблюди втрачають малу кількість рідини з випорожненнями. Верблюд може довго обходитися без води, втрачаючи при цьому до 40 % ваги тіла. Діставшись до води, верблюд, щоб відшкодувати втрату рідини, може відразу випити до ста літрів. Верблюди можуть і будуть при потребі пити солонувату і навіть солону воду.
Самиці зазвичай народжують щороку. Вагітність триває 360—440 днів. Народжується одне верблюденя, дуже рідко два. Маса новонародженого: 37 кг. Діти годуються молоком приблизно рік, але цей термін може сягати 1.5 роки чи більше. Розмірів дорослого діти досягають у 5-річному віці. Репродуктивний вік починається приблизно в 3 роки. Верблюди можуть жити до 40 років. Ці ссавці добре пристосовані до життя в суворій і безводній місцевості. Густе хутро призначене для захисту від денної спеки та нічного холоду. На кожній нозі є по два пальці, широка м'яка підошва, пристосована для ходіння по піску та дрібному камінню. Пальці у верблюдів озброєні грубими зроговіннями, схожими на нігті (а не копита, як у багатьох інших родів оленеподібних).
Одним зі специфічних пристосувань верблюда до життя в пустелі є один або два горби на спині, що є жировими відкладеннями. Верблюд невибагливий: він поїдає солянки, полин, кущі й практично будь-яку рослинність, при голоді вони будуть їсти рибу, м'ясо, кістки та шкіру. Існує досить поширена думка, ніби верблюд може здобувати воду завдяки окисленню жиру, що міститься в горбах. Але річ у тім, що при диханні організм втрачає більше вологи, ніж утворюється при окисленні жирів. Насправді верблюди просто дуже добре переносять зневоднення. Верблюди здатні виживати без води до двох тижнів, а без їжі до місяця. Справжнє призначення горбів інше: вони слугують своєрідним «дахом», що захищає спину верблюда від палючого сонця. Крім того, концентрація всіх жирових запасів організму на спині сприяє кращій тепловіддачі. Коли верблюди ситі горб прямий і пухкий, але коли вони не мають достатнього харчування горб стискається і часто схиляється в один бік.
Верблюди можуть витримувати екстремальні холод і тепло, а також є добрими плавцями, попри те, що більшість з них ніколи не бачили жодної водойми. Верблюди мають гострий зір і дуже хороший нюх. Швидкість понад 65 км/год були зафіксована для C. bactrianus. За чотири дні верблюд здатний перевозити 170—270 кг зі швидкістю 47 км/добу та 4 км/год.
На відміну від інших жуйних, верблюд має менш складний трикамерний шлунок.

## Поширення

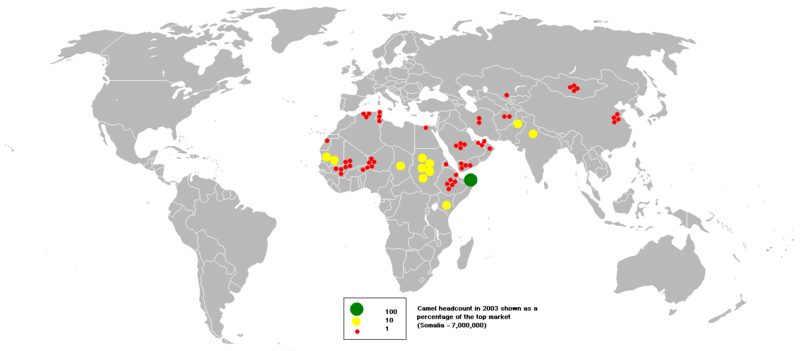
Карта ринку верблюдів у 2003 році.

У одомашненій формі обидва види верблюдів Старого Світу поширені в багатьох областях Азії і Африки, і використовуються в першу чергу як в'ючні й упряжні тварини. Дромадери зустрічаються на півночі Африки до 1° південної широти, на Аравійському півострові в Центральної Азії. У XIX столітті вони були завезені в Австралію, де швидко пристосувалися до місцевих кліматичних умов і на сьогоднішній день сягають кількості 50 тисяч особин. Бактріани поширені в регіонах від Малої Азії до Маньчжурії. Всього у світі налічується близько 19 мільйонів верблюдів, з яких 14,5 мільйонів живуть у Африці. В одному лише Сомалі їх налічується 7 мільйонів, а в сусідньому Судані — 3,3 мільйони.
Дика форма дромадера вимерла, що відбулося до початку нашої ери. Його найбільш ймовірною прабатьківщиною був південь Аравійського півострова, хоча ще не до кінця з'ясовано, чи був його предок дикою формою дромадера, або ж спільним предком з бактріаном. Дикі популяції бактріана, відкриті Миколою Пржевальським, все ще існують в Сіньцзян-Уйгурському автономному районі і в Монголії, де у трьох відокремлених один від одного популяціях живуть близько тисячі особин. Зараз розглядається питання про акліматизацію диких двогорбих верблюдів в плейстоценовому парку у Якутії.

## Види верблюдів
Існує два сучасні види верблюдів:
- верблюд одногорбий, або дромедар — Camelus dromedarius,
- верблюд двогорбий, або бактріан — C. baktrianus (живе в Азії).

Верблюди мають великий запас поживних речовин у вигляді жирової тканини горбів. Вони можуть довгий час обходитися без води, харчуватися солоною рослинністю, добре переносять спеку і холод. Завдяки цьому вони добре пристосовані для життя в пустелях.

## Походження та еволюція верблюдів
Поява і масове розповсюдження цих тварин відбувалося у кінці пліоцену і на початку плейстоцену — час вимирання Paracamelus і появи великих форм верблюдів Camelus. Вироблені сучасними верблюдами пристосування до життя в посушливих умовах (горби, особливості травлення та обміну речовин, поглинання великої кількості води та у зв'язку з цим потреба в кормах, містять багато солі, інохідь тощо), ймовірно, з'явилися в еволюції верблюдових відносно пізно і не були характерні для них спочатку. Невибагливість верблюдів стала причиною поширення цих тварин в умовах, непридатних для інших травоїдних.
Напевне, верблюди, близькі до сучасних, з'явилися під час проживання верблюдових у Північній Америці, з появою там великих просторів саванноподібного ландшафту, де якраз і виникли анатомічні особливості, що дозволяють верблюдам пристосовуватися до сухого і суворого клімату. На територію Євразії стародавні верблюди проникли через Берингов перешийок, мабуть, в кінці пліоцену і до кінця плейстоцена були там численними.
У плейстоцені на території Східної Європи зустрічався великий верблюд Кноблоха (Camelus knoblochi), дуже близький до обох сучасних верблюдів. Цікавою є недавня знахідка цього верблюда в Ростовської області Росії, який зберігся у відмінному стані. Залишки двогорбих верблюдів, які схожі на сучасних, знаходили в Поволжі, на берегах Іртиша і в Підмосков'ї.
Верблюди (поряд з мамутом, волохатим носорогом, великорогим оленем та іншими великими тваринами) були одними з основних представників так званої мамутової фауни, що існувала в північній Євразії аж до закінчення останнього зледеніння 10-12 тисяч років тому. Проєкт по відновленню такої фауни у заповіднику («плейстоценових парк») включає, крім, іншого, і завезення туди двогорбих верблюдів.

## Одомашнення
Є достатньо доказів того, що в Еміратах використовували верблюдів ще до 2600 р. до н. е.  Верблюд — в'ючна тварина, може перевозити вантажі. Молоко й м'ясо цих тварин споживають; з шерсті виготовляють теплі речі. Жителі Каракумів — туркмени — здавна займаються скотарством і, окрім овець і коней, розводять верблюдів.

## Релігія

### Іслам
Мусульмани вважають м'ясо верблюда халяльним (араб. حلال, «дозволено»). Однак, згідно з деякими ісламськими школами, його споживання призводить до стану нечистоти. Відповідно, ці школи вважають, що мусульмани повинні здійснювати вудху (омовіння) перед наступною молитвою після вживання верблюжого м'яса. Крім того, деякі ісламські школи вважають харамом (араб. حرام, «заборонено») для мусульманина здійснювати салят у місцях, де лежать верблюди, оскільки вважається, що це місце проживання Шайтана (араб. شيطان, «Диявол»). Згідно з Абу Юсуфом (пом. у 798 р), сечу верблюдів можна використовувати для лікування, якщо це необхідно, але згідно з Абу Ханіфою, пити сечу верблюдів не рекомендується.
Ісламські тексти містять кілька історій про верблюдів. У розповіді про народ Самуд пророк Саліх чудесним чином виводить зі скелі накат (араб. ناقة, «молочна верблюдиця»). Після того, як Мухаммад переселився з Мекки до Медини (Гіджра), він дозволив своїй верблюдиці блукати околицями; місце, де верблюдиця зупинялася на відпочинок, визначило місце, де він побудує свій будинок у Медині.

### Іудаїзм
Відповідно до єврейської традиції верблюже м'ясо і молоко не є кошерними. Верблюди відповідають лише одному з двох критеріїв кошерності ; хоча вони жують свою жуйку, у них немає роздвоєних копит: «Але цих не їстимеш серед тих, що виводять жуйку, і тих, що мають роздвоєні копита: верблюда, тому що він виводить жуйку, але не має [цілком] роздвоєні копита, це нечисто для вас».
Палестинські мусульмани з клану Махамара в Ятті, які стверджують, що походять від євреїв, за повідомленнями, уникають їсти верблюже м'ясо, і цю практику наводять як доказ їхнього єврейського походження.

## Верблюжа шерсть
У верблюдів, що мешкають у жаркому кліматі, зазвичай не виростає довга шерсть. Верблюжа шерсть легка, має низьку теплопровідність і міцність, тому підходить для виготовлення теплого одягу, ковдр, наметів і килимів. Шерсть найвищої якості, як правило, отримують від молодих або диких верблюдів. В Індії верблюдів стрижуть зазвичай навесні, і за одну стрижку отримують близько 1-1,5 кг шерсті.  У холодних регіонах одна стрижка може дати до 5,4 кг.  Дромадер може виробляти 1 кг вовни на рік, тоді як двогорбий верблюд має річний вихід близько 5-12 кг. Дромедари віком до двох років мають тонкий підшерсток, який має тенденцію до випадання і повинен бути обрізаний вручну. Зібрано мало інформації про верблюжі шкури, але вони, як правило, мають нижчу якість і є менш бажаними для виробництва.

## Верблюд як символ

Герб Челябінська

Герб Еритреї

- у християнстві верблюд символізує помірність, гідність, королівську кров, слухняність, життєву силу і асоціюється з Магами і Іоанном Хрестителем, який носив пояс з верблюжої шкури. Верблюд, преклоняючи коліна для прийняття ноші, втілює упокорювання і покірність;
- у іранців верблюд асоціюється з драконом;
- у римлян верблюд був персоніфікацією Аравії на монетах[19].

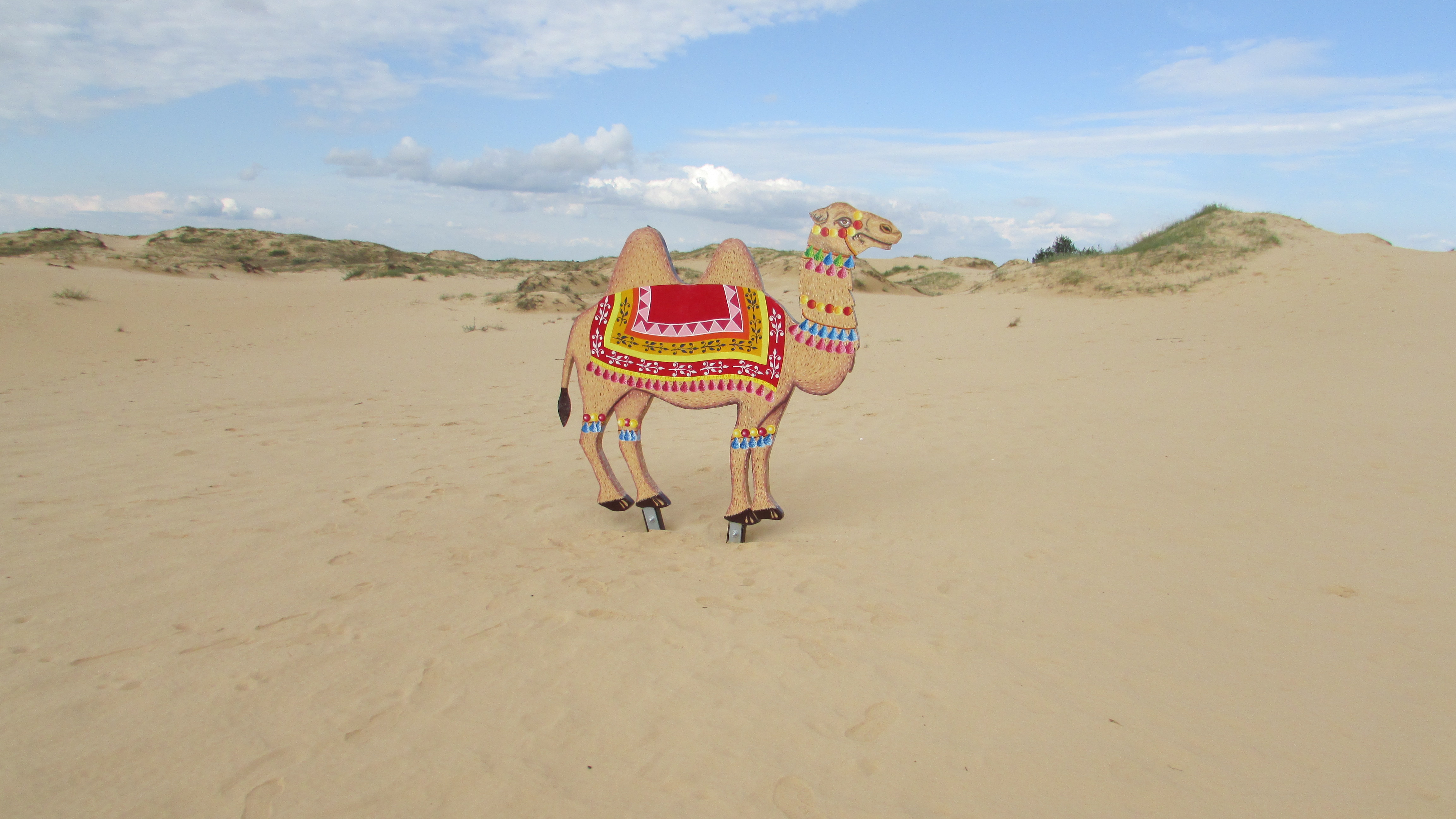
Місце поруч з фігурою верблюда, встановленою на туристичній стежці у Національному природному парку «Олешківські піски», стало популярною фотозоною

Зображення верблюда використовується на гербах і прапорах Челябінська (одногорбий) і Челябінської області (двогорбий).
Верблюд прикрашав герб Ісетської провінції, зараз верблюд зображується на гербах і прапорах Челябінська (одногорбий, хоча точна кількість горбів не зрозуміла — верблюд нав'ючений тюками) і Челябінської області (двогорбий). У «Повному зібранні законів Російської імперії» за 1830 цьому дано таке пояснення: «нав'ючений верблюд на знак того, що до міста цього багато їх з товарами приводять». Таким чином, верблюд символізував торгівлю, з якої на той час в основному жило місто.
Верблюд також присутній на гербі Еритреї.
У місті Ахтубінськ, Астраханської області на площі ім. Леніна встановлено Пам'ятник двом верблюдам Машці і Мишкові, що служили у командира гармати сержанта Григорія Нестерова і тягли за гармату, яка зробила один з перших залпів по Рейхстагу.
В сучасному світі верблюд є символом:
- пустелі;
- мови програмування Perl;

## Культурні зображення
У 2018 році в Саудівській Аравії були виявлені, можливо, найстаріші зображення верблюдів. Вони були проаналізовані дослідниками з кількох наукових дисциплін, і у 2021 році їх вік оцінювався в 7000-8000 років. Датування наскельних малюнків ускладнене відсутністю в них органічного матеріалу, який можна було б перевірити, тому дослідники, які намагалися датувати їх, перевірили кістки тварин, знайдені поруч із малюнками, оцінили характер ерозії та проаналізували сліди інструментів, щоб визначити точну дату створення скульптур. Згідно з цим неолітичним датуванням, різьблення значно старше за Стоунхендж (5 000 років) і єгипетські піраміди в Гізі (4 500 років), і воно передує оцінкам одомашнення верблюдів.

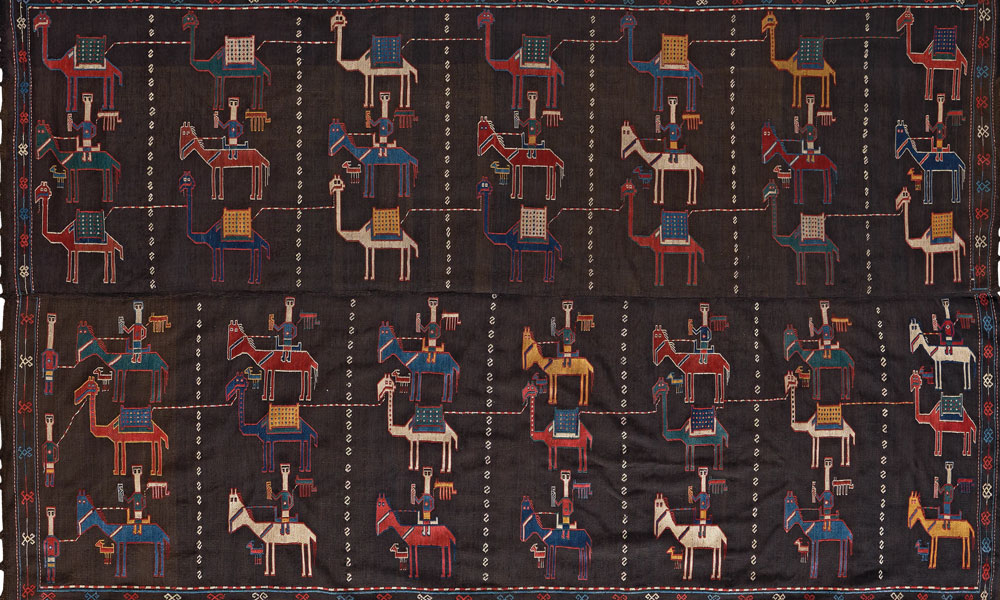
Шадда (обкладинка, фрагмент), Карабах, південно-західний Кавказ, початок 19 ст.
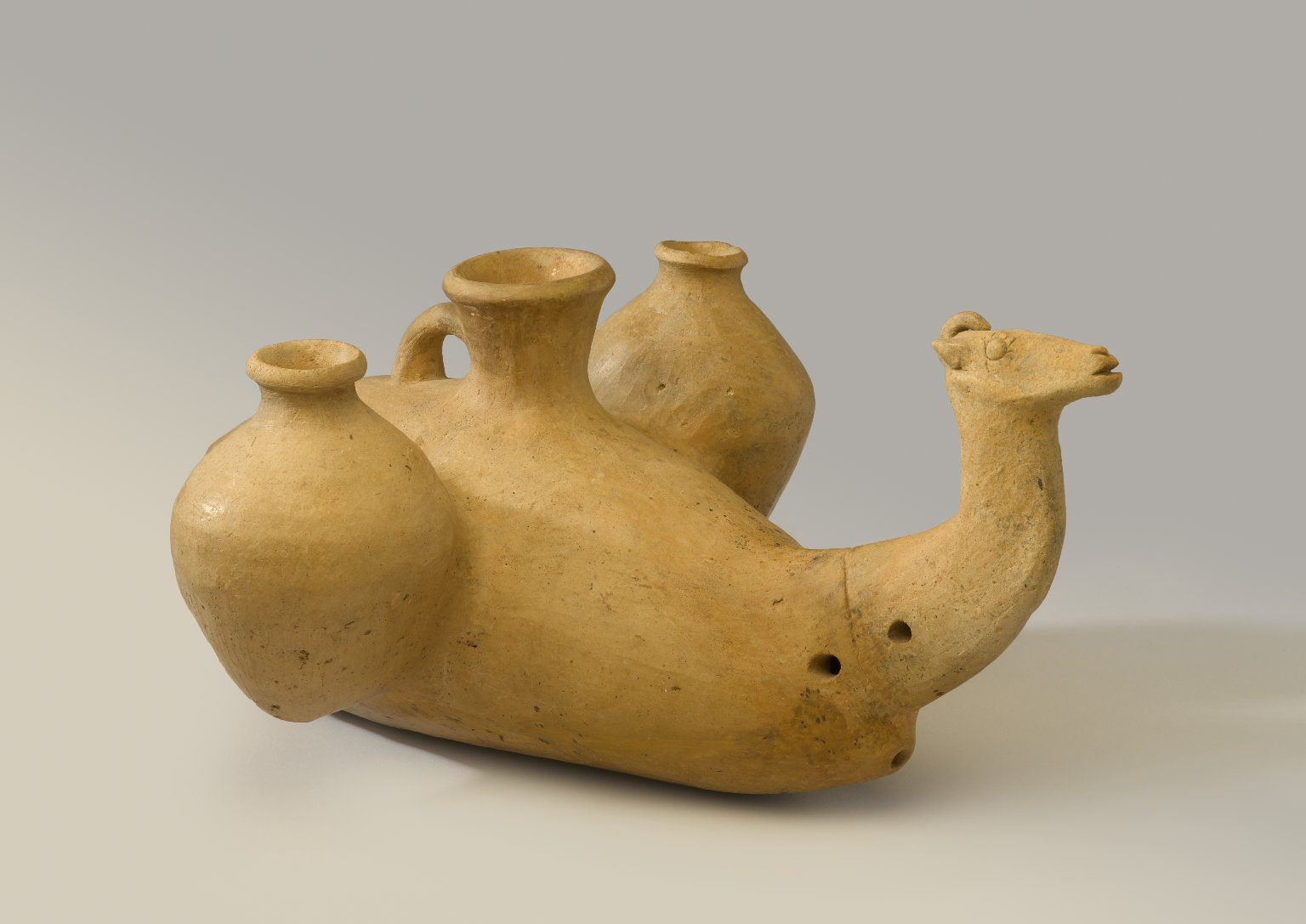
Посудина у вигляді лежачого верблюда з глечиками, 250 р. до н.е. – 224 р. н.е., Бруклінський музей
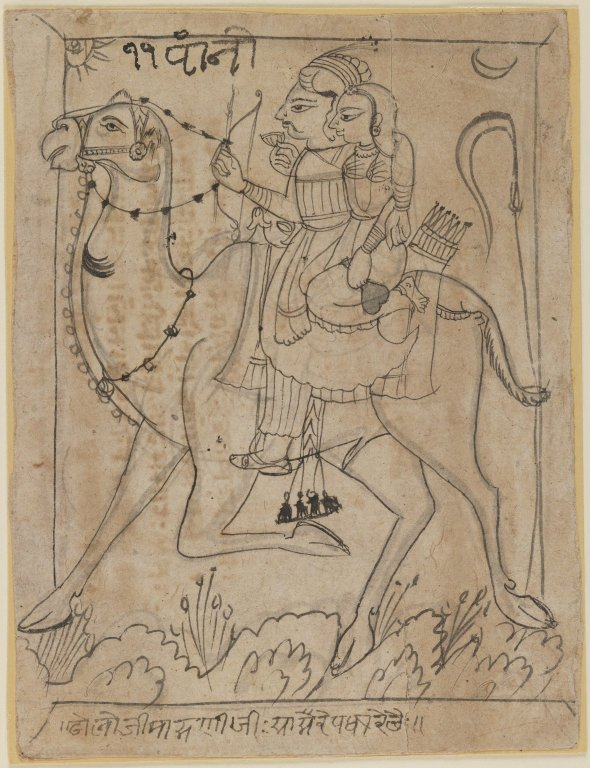
Мару Рагіні (Дхола та Мару верхи на верблюді),  бл. 1750 р.,Бруклінський музей
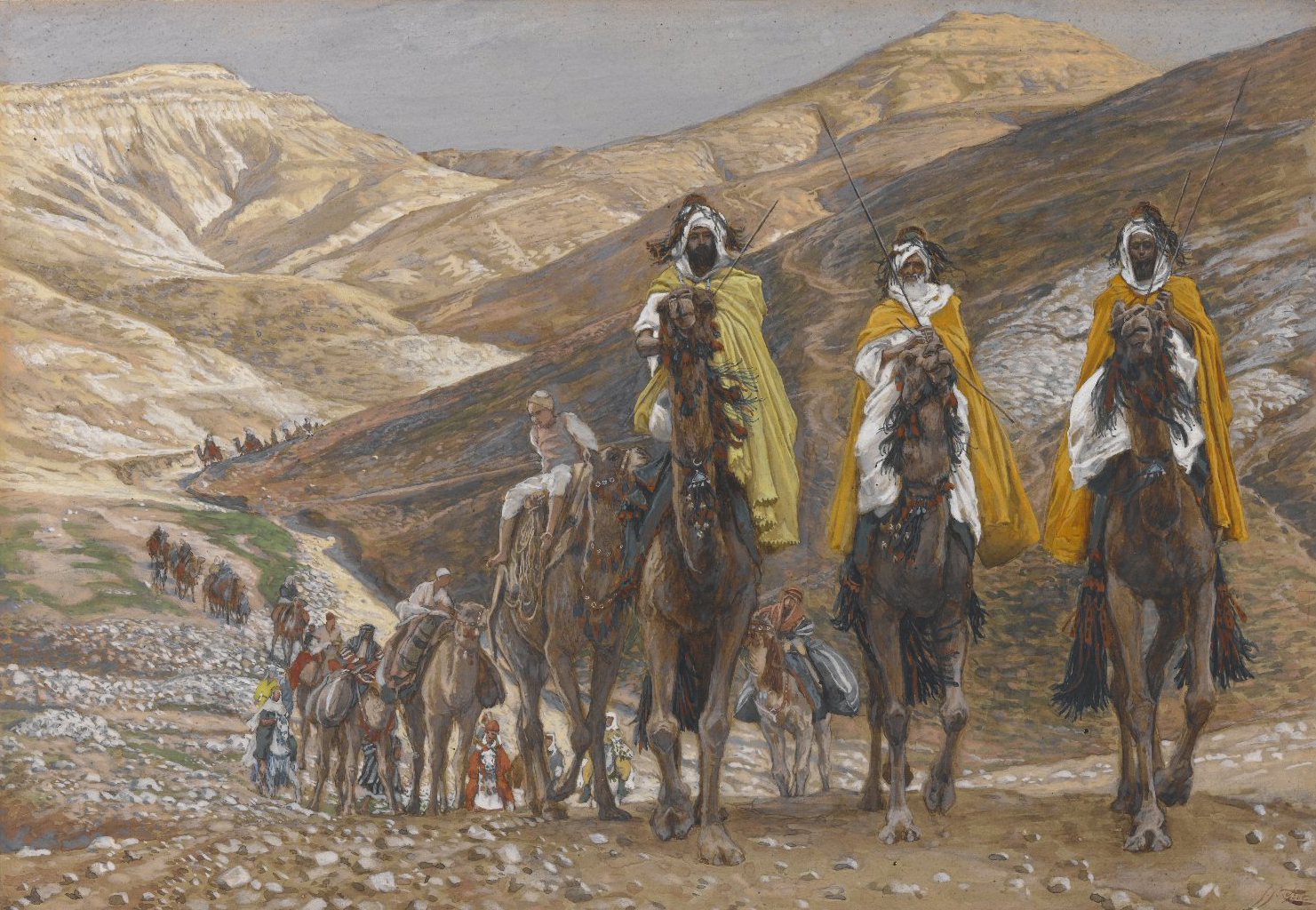
Мандрівка волхвів (Les rois mages en voyage) — Джеймс Тіссо, бл. 1886 р., Бруклінський музей
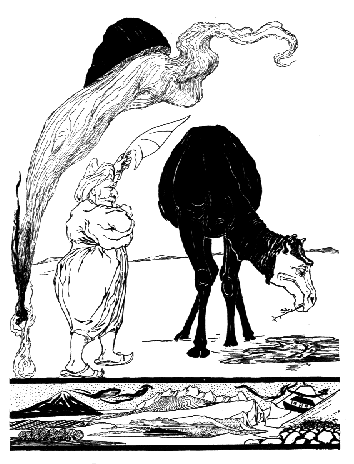
Як у верблюда з'явився горб (з оповідань Редьярда Кіплінга)